# Auditiver Cortex
Der auditive oder auch auditorische Cortex/Kortex (von lat. audire = dt. „hören“ bzw. lat. auditio = dt. „Gehör“ und lat. cortex = dt. „Rinde“) – auch Hörzentrum oder Hörrinde genannt – ist der Bereich der Großhirnrinde, der der Verarbeitung und dem Bewusstwerden von akustischen Reizen dient. Er ist somit der Endpunkt der Hörbahn.

## Anatomische Lage

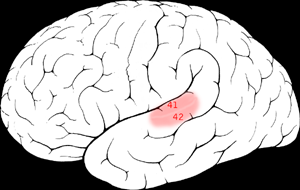
Brodmann-Areale 41, 42

Beim Menschen liegt der auditive Cortex auf der oberen Windung des Temporallappens, dem Gyrus temporalis superior. Ein erheblicher Teil liegt in der Tiefe der Sylvischen Furche (Fissura lateralis), und wird vom Frontal- und Parietallappen bedeckt; dies sind die Gyri temporales transversi, die auch als Heschl’sche Querwindungen (nach Richard Heschl) bekannt sind. Das dem Sprachverständnis zugeordnete Wernicke-Areal auf dem Gyrus supramarginalis wird bisweilen der Hörrinde zugerechnet. Nach dem Hirnatlas von Korbinian Brodmann entsprechen dem auditiven Cortex die Brodmann-Areale 41, 42 und 22 sowie zum Teil das Areal 52. Mikroanatomisch handelt es sich um einen sechsschichtigen Isocortex.

## Gliederung und Funktion
Das primäre (A1, BA 41), das sekundäre (A2, BA 42) und das tertiäre auditive Gebiet umgeben einander konzentrisch. Ähnlich wie alle primären rezeptiven Felder zeigt das primäre Hörfeld eine räumliche Organisation: in diesem Fall sind es an mehreren Stellen die Frequenzen, die eine kontinuierliche Repräsentation, die sogenannte Tonotopie, aufweisen. Man kann also mehrere Karten der repräsentierten Frequenzen auf der Hirnoberfläche zeichnen. Die sekundären und tertiären Felder sind assoziativ, d. h., sie dienen vorwiegend dazu, aktuelle Hörinformation mit Bekanntem zu vergleichen, einzuordnen und zu bewerten. Dies geschieht überwiegend unbewusst. Ins Bewusstsein dringen hingegen Hörreize, die unbekannt oder nicht einordbar sind oder potentiell auf Bedrohliches hinweisen („Warnreize“) sowie alles, worauf man sich konzentriert. Wichtigste funktionelle Teilleistung der Hörrinde beim Menschen ist das Sprachverständnis.
Durch Versuche an genetisch veränderten Mäusen gelangte man zur Erkenntnis, dass die Menge des von den Oligodendrozyten gebildeten Myelins sowie die Energieversorgung dieser Zellen positiv korreliert ist mit der Fähigkeit, kurze Pausen innerhalb eines lang anhaltenden Tons zu erkennen. Dies ist beim Menschen eine „wichtige Voraussetzung für die Spracherkennung“.